# Szőcs Petra
Szőcs Petra Eszter (Kolozsvár, 1981. szeptember 7. –) erdélyi származású magyar költő, filmrendező, forgatókönyvíró.

## Életpályája
Értelmiségi családban született. Apja Szőcs Géza Kossuth- és József Attila-díjas költő, író, politikus, anyja Dancsuly Márta pedagógus. Apai nagyszülei: Szőcs István író és Márton Ráchel szerkesztő, műfordító; anyai nagyapja Dancsuly András pedagógiai író, tanszékvezető egyetemi tanár.
Kilenc évesen települt át Magyarországra. A Budapesti Fazekas Mihály Általános Iskola és Gimnáziumban érettségizett. Ezután felvételt nyert az Eötvös Loránd Tudományegyetem Bölcsészettudományi Kar magyar–német szakára, ahol 2005-ben szerzett diplomát. Közben, 2004-től a Színház- és Filmművészeti Egyetem (SZFE) filmdramaturg szakára is beiratkozott, ahol 2009-ben végzett. 2010-től a DLA (Doctor of Liberal Art) fokozatért folytatott tanulmányokat az SZFE-en, melyet 2019. január 24-én megkapott. Budapesten él.
Elbeszéléseket, regényeket fordított németből és hollandból. Írásai különböző folyóiratokban jelentek meg (Irodalmi Jelen, 2000, Mozgó Világ, Műút, Holmi stb.). 2009-től rendszeresen közölte verseit az Élet és Irodalom. 2013-ban jelent meg első verseskötete Kétvízköz címmel, a Magvető Kiadónál. A családtörténeti jellegű, melankolikus és ironikus hangvételű, szürreális képekkel teli verseiért 2013-ban Horváth Péter irodalmi ösztöndíjra jelölték, 2014-ben pedig, a költészet napjához kötődően, a Makói Medáliák elnevezésű, fiatal költőknek adományozott díjban részesült. 2015-ben elnyerte a Solitude-ösztöndíjat. 2017-ben beszerkesztették verseit a Tilos az Á könyvkiadó gondozásában megjelent, 85 kortárs magyar költő alkotásait tartalmazó Szívlapát című antológiába.
Egyetemi tanulmányai alatt több kisjátékfilm elkészítésében közreműködött: forgatókönyvet írt, asszisztensként, operatőrként, színészként dolgozott, és rendezett. A filmek egy részével különféle fesztiválokon vett részt (39. Magyar Filmszemle, Faludi Filmszemle, Cinefest, TIFF, Trieszti Filmfesztivál).
Kedvenc hobbija a fényképezés. Művészi igényességgel készített felvételei illusztrálják Schein Gábor Svéd című könyvét (2015), a Prae művészeti portál JAK-tábor Szigligeten – Szőcs Petra fotóival című kiadványát (2014), fotósorozatait közölte a Litera irodalmi portál (2015), s képriportban számolt be az Irodalmi Jelen folyóiratban a József Attila Kör 2016-os szigligeti írótáboráról.
A kivégzés című, magyar-román koprodukcióban készített kisjátékfilmjét, amely egy széthulló családban élő testvérpárról szól, akik újra és újra eljátsszák a Ceaușescu-házaspár kivégzését, meghívták a 2014-es cannes-i fesztivál hivatalos válogatásának rövidfilm-versenyébe. A film a 20. Szarajevói Filmfesztiválon különdíjat kapott, a marosvásárhelyi 22. Alter-Native Nemzetközi Rövidfilmfesztiválon a román kulturális minisztérium díját kapta meg.
2015-ben Nagy V. Gergővel közös filmterve, a Gemma nővér bejutott a pályakezdő filmrendezők első egész estés mozifilmjeinek támogatására kiírt Inkubátor program 12 legjobb projektje közé. A Filmalap fejlesztésre hívta a tervet. A 2016-ban befejezett Csoszogj úgy című kisjátékfilmjének világpremierje a 22. Szarajevói Filmfesztivál versenyprogramjában volt. A film a 16. Filmtettfeszt Erdélyi Magyar Filmszemlén elnyerte a verseny fődíját. A francia koprodukcióban készült film bekerült a 2017. februári Clermont-Ferrand-i Nemzetközi Rövidfilmfesztivál francia versenyprogramjába.
2017-ben a velencei biennálé Biennale College programja keretében, Nagy V. Gergő forgatókönyvíróval és Fülöp Péter producerrel közösen fejlesztett Deva Mall című filmtervét beválogatták azon három kisköltségvetésű első vagy másodfilmes alkotás közé, melynek gyártását a program 150 ezer euró értékben finanszírozza, s az elkészült filmeket bemutatja a 2018-as Velencei Nemzetközi Filmfesztiválon. A Biennálé támogatása mellett a résztvevők közül egyedüliként nyerte el az Eurimages ösztöndíját is. A Déván és Petrozsényben forgatott Déva című első nagyjátékfilmjét a velencei biennálé Biennale College Cinema szekciójában mutatták be. A filmet 2018 novemberben beválogatták a 15. Sevillai Fesztivál Új hullámok (Las Nuevas Olas) szekciójába, 2019 januárjában pedig a 42. Göteborgi Nemzetközi Filmfesztivál Új hangok (New Voices) programjába. Magyarországi premierjére 2019. április 23-án került sor az 5. Magyar Filmhét versenyprogramjában. A film 2019 novemberében a cottbusi filmfesztiválon a kultúrák közötti elfogadásról szóló filmnek járó, a német külügyminisztérium által felajánlott Dialog-díjat kapta meg.
2022-ben jelent meg A gonosz falu legszebb lakói című verseskötete a Magvető Kiadó gondozásában.
Alapító tagja a Castorp Filmes Képzőműhely néven 2021 szeptemberében induló mentorálási programnak, amelynek keretében Kárpáti György Mór, Moll Zoltán és Szilágyi Zsófia rendezőkel, valamint Kereszty Róza producerrel közösen egyéves gyakorlati képzésben segítenek hét fiatal író-rendezőt egyéni alkotói hangjuk megtalálásában.

## Művei

### Főbb irodalmi alkotások
- Szőcs Petra: Kétvízköz. Budapest: Magvető Könyvkiadó. 2013.   64. o. ISBN 9789631430776 arch Hozzáférés: 2015. március 14.
- Gerbrand Bakker: Az iker. Ford.: Szőcs Petra. Budapest: Magvető Könyvkiadó. 2013.  ISBN 9789631430424 arch Hozzáférés: 2015. március 14.
- Arthur Japin: Casanova menyasszonya. Ford.: Szőcs Petra. Budapest: Európa Könyvkiadó. 2010.  ISBN 9789630789271 arch Hozzáférés: 2015. március 14.
- A Drakula-történetek kezdetei: Drakula kényúr. Ford. Szőcs Petra – Balogh F. András, szerk. Balogh F. András. Budapest: Littera Nova Kiadó. 2009.  = Kronosz könyvek, 1219 1477,  19. ISBN 978 963 9643 24 6
- Petra Szőcs: Das dänische Puder: Gedichte. Orsolya Kalász (Übersetzer). Auflage: 1. Stuttgart: Edition Solitude. 2017.   112. o. = Reihe Literatur,  ISBN 978-3937158990 Sprache: Deutsch, Ungarisch
- Szívlapát: Kortárs versek (16+). Szerk.: Péczely Dóra – társszerz. 85 kortárs költő – illusztr. Dániel András. Budapest: Tilos az Á Könyvek. 2017.   253. o. ISBN 9789634102892
- Szőcs Petra: A gonosz falu legszebb lakói. Budapest: Magvető Könyvkiadó. 2022.   80. o. ISBN 9789631441758 arch Hozzáférés: 2022. április 30.

### Filmek
- 2007 – A mindenes (A Dekameron 2007 c. szkeccsfilm 13 perces szegmense) (rendező, forgatókönyvíró)
- 2007 – Nyomtávváltás (forgatókönyvíró)
- 2008 – Befőtt (rendezőasszisztens, dramaturg)
- 2008 – Családi kör (színész)
- 2008 – Üdvözlégy (rendező, forgatókönyvíró)
- 2008 – Kánikula (operatőr)[37][38]
- 2008 – Róbert szobája (operatőr)[37]
- 2009 – Aki bújt [39] (rendező, forgatókönyvíró)
- 2009 – Atropin (forgatókönyvíró)[3][40]
- 2009 – Tata (rendező)[41]
- 2010 – Benzinkút (dramaturg)
- 2011 – Kötött program (forgatókönyvíró)
- 2014 – A kivégzés (rendező, forgatókönyvíró)
- 2015 – Hivatal (tévéfilm) (forgatókönyvíró)[42]
- 2015 – Anyám és más futóbolondok a családból (színész – Andorka mamája, r.: Fekete Ibolya)
- 2016 – Csoszogj úgy (rendező, forgatókönyvíró)
- 2018 – Déva (rendező, forgatókönyvíró[43])
- 2018 – Rend a lelke (dokumentumfilm) (társrendező)[44]

## Díjai, elismerései
- 2008 – MUUUVI nemzetközi rövidfilmfesztivál (Gyergyószárhegy) – legjobb forgatókönyv díja (Nyomtávváltás)
- 2009 – XIV. Faludi Nemzetközi Amatőrfilmszemle – filmegyetemi szekció fődíja (Aki bújt) [39]
- 2009 – Van Más Kép Ifjúsági Film- és Videóklip Fesztivál – a Duna Televízió különdíja (Tata)
- 2014 – Makói Medáliák díj
- 2014 – Cannes-i fesztivál (Arany Pálma jelölés) (A kivégzés)
- 2014 – 20. Szarajevói Filmfesztivál – zsűri különdíja (A kivégzés)
- 2015 – Solitude-ösztöndíj
- 2016 – 29. Nemzetközi Audiovizuális Programok Filmfesztiválja (FIPA) (Biarritz) – Arany FIPA a legjobb forgatókönyvnek (Hivatal) [42][45]
- 2016 – 16. Filmtettfeszt Erdélyi Magyar Filmszemle fődíja (Csoszogj úgy)
- 2017 – Eurimages-ösztöndíj[30]
- 2019 – A Cottbus-i Filmfesztivál Dialog díja (Déva)[46]
- 2020 – Térey János-ösztöndíj (visszautasította)[47]
- 2020 – 23. Vallás Ma Filmfesztivál (Trento) – nagydíj a hit szellemében (fődíj) (Rend a lelke)[44][48]
- 2021 – Erzsébetvárosi irodalmi ösztöndíj és a Magyar Művészeti Akadémia hároméves alkotói ösztöndíja filmművészet kategóriában
- 2023 – Hazai Attila Irodalmi Díj[49]